# Carlia nigrauris
Espèce
Carlia nigrauris est une espèce de sauriens de la famille des Scincidae.

## Répartition
Cette espèce est endémique de l'île de Tinjil au large de Java en Indonésie.

## Étymologie
Le nom spécifique nigrauris vient du latin nigra, noir, et auris, l'oreille, en référence à la couleur de l'oreille de ce saurien.

## Publication originale
- Zug, 2010 : An outlying Carlia population from Java and comments on species groups within the genus Carlia (Reptilia: Squamata: Scincidae). Proceedings of the California Academy of Sciences, vol. 61, no 7-18, p. 389-408 (texte intégral).